# Benoît Hamon
Benoît Hamon (pronunciación en francés: /bə.nwa a.mɔ̃/ (Saint-Renan, 26 de junio de 1967) es un político y ejecutivo francés. Desde septiembre de 2021 es Director Ejecutivo de SINGA, una ONG que trabaja en la acogida de personas refugiadas e inmigrantes.
Fue miembro del Partido Socialista de Francia desde 1986 hasta el 1 de julio de 2017 fecha en la que anunció que dejaba el PSF para crear un nuevo movimiento de izquierdas denominado "Movimiento Primero de Julio" que en diciembre de 2017 pasó a denominarse Génération.s.  Se retiró de la política después de las elecciones europeas de 2019 en la que su formación logró el 3,27 % de los votos, sin conseguir ningún escaño. 
Fue ministro de Educación Nacional con Francois Hollande durante cuatro meses en 2014, puesto del que dimitió cuando el presidente asumió la política de austeridad considerando que este abandonaba la agenda socialista. El 29 de enero de 2017 ganó las primarias socialistas para las elecciones presidenciales de Francia de 2017 que disputó en segunda vuelta al ex primer ministro Manuel Valls. 

## Trayectoria
Nacido en la pequeña localidad bretona de Saint-Renan se ha forjado en política en las luchas estudiantiles. Hijo de una secretaria y de un ingeniero que trabajó en unos astilleros militares, Hamon se crio entre la portuaria Brest y Dakar, donde vivió de los 9 a los 13 años debido al traslado de sus padres a la capital de Senegal. Regresó a Francia, donde empezó a militar desde los 19 años en el Partido Socialista (PS), y se licenció en historia por la Universidad de Bretaña.
A comienzos de la década de los años 90, su carrera política se consolidó al convertirse en el primer presidente de las juventudes socialistas. Entre 1995 y 2000 pasó a ser asesor del entonces líder del PS, Lionel Jospin y posteriormente de Martine Aubry cuando fue Ministra de Empleo e ideó la semana laboral de las 35 horas.
Entre 2004 y 2009 fue diputado en el Parlamento Europeo y más tarde fue portavoz Partido Socialista (2008-2012), hasta que en 2012 fue elegido en la Asamblea Nacional.
En el primer Gobierno del socialista François Hollande, Hamon asumió el cargo de responsable de Consumo (2012-2014) y, después, fue nombrado Ministro de Educación puesto que ocupó solo cuatro meses, de 2 de abril de 2014 hasta el 25 de agosto de 2014 dimitiendo por el descontento de la "política de austeridad" del Ejecutivo, entonces liderado por su hoy rival Manuel Valls.

## Congreso de Reims 2008
Cuando la candidatura como Primer Secretario del PS se dirimió entre Ségolène Royal y Martine Aubry  , Hamon instó sus seguidores a votar por Aubry, quién aseguró una mayoría estrecha, disputada.
En el marco del Congreso de Reims del Partido Socialista, presentó con Henri Emmanuelli, el 2 de julio de 2008, una contribución titulada "Reconquistas" en nombre del "Nuevo Partido Socialista".
En la dinámica de movimientos políticos, las corrientes Ambition socialiste (en torno a Marie-Noëlle Lienemann y Paul Quilès), Démocratie et Socialisme (en torno a Gérard Filoche) así como Jacques Fleury (autor de la contribución «Et si le parti restait socialiste !)) aceptaron la fusión de sus contribuciones con la del NPS. Tras varios contactos con Martine Aubry, deciden no continuar el acercamiento a causa de su alianza con las strauss-kahnianos. Tras los debates, Trait d'union (con Jean-Luc Mélenchon), Forces militantes (en torno a Marc Dolez) y el NPS presentan una moción común la misma mañana de la fecha en la que terminaba el plazo. Aliándose con Nueva Gauche (en torno a Pierre Larrouturou) durante la víspera, toda el ala izquierdista del PSF se unió en torno a la moción C titulada "Un Monde d'Avance: reconstruir la espoir a gauche" cuyo primer firmante es Benoît Hamon. Jean-Luc Mélenchon calificó esta unión de un "acontecimiento histórico".
Benoît Hamon anunció su candidatura a Primer Secretario del PSF empujado por su entorno. El 7 de noviembre con el voto de la militancia sobre los movimientos logró la cuarta posición con el 18,52% de los votos, tras la moción E apoyada por Ségolène Royal (29,08%) y Vincent Peillon, (25,24%), la moción A liderada por Bertrand Delanoe  (25,24 %) y la moción D de Martine Aubry (24,32 %).

## Elecciones presidenciales de 2017
Hamon anunció su intención de concurrir a las elecciones a la presidencia francesa en agosto de 2016. Crítico con la política socio-liberal del presidente francés François Hollande y el Primer ministro Manuel Valls,  es referencia de los sectores de izquierda y ecologista del Partido Socialista durante las primarias. Analistas políticos consideran que encarna la izquierda más próxima a los jóvenes concienciados de los grandes núcleos urbanos, los considerados por el acrónimo francés "bobo" (Burgueses-Bohemios), con un ideario en favor de la ecología, de la legalización del cannabis y de una política penitenciaria con penas más cortas. Hamon está considerado un admirador de senador de EE. UU. Bernie Sanders.

### Primarias

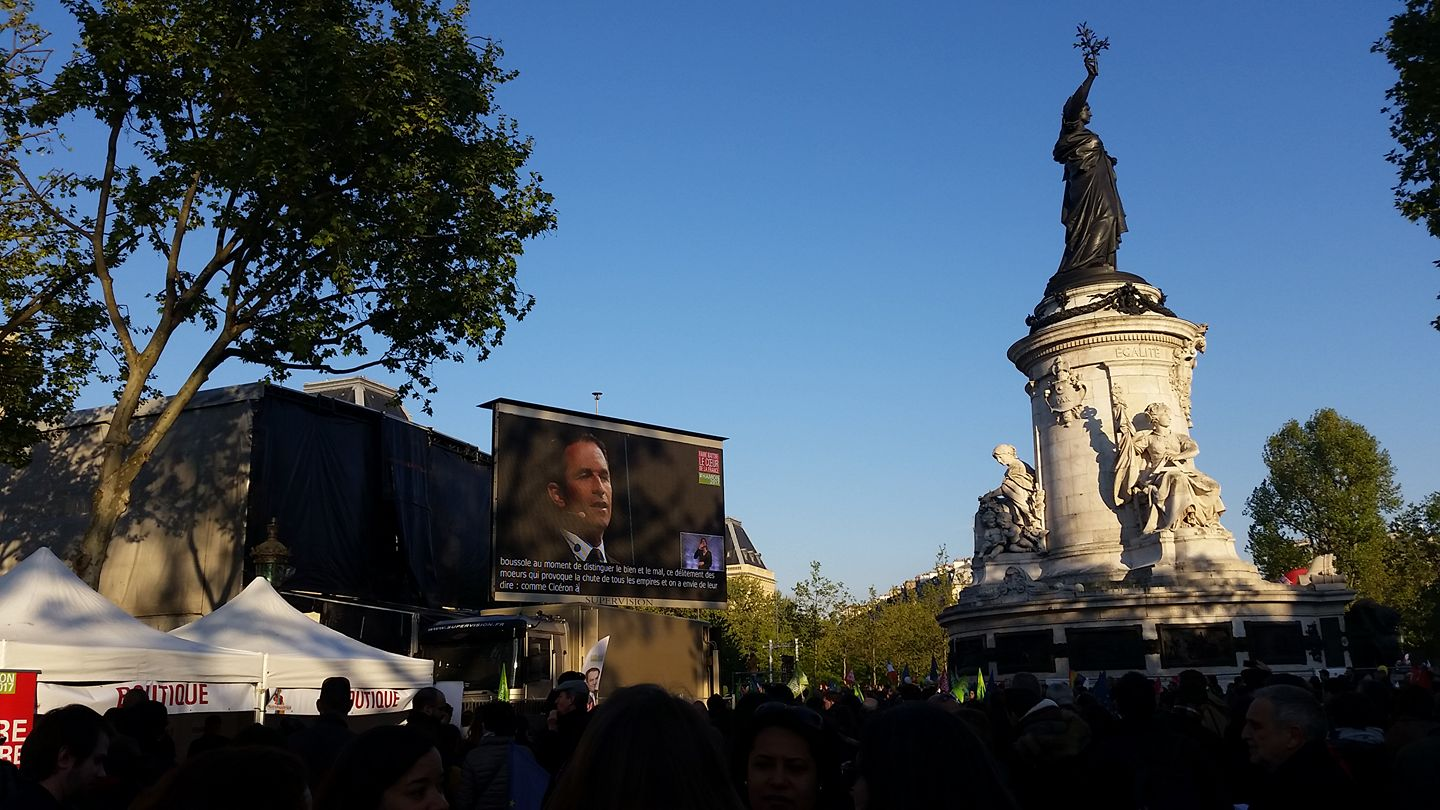
Mitin político de Benoit Hamon en París, el 19 de abril de 2017.

En las primarias celebradas el 22 de enero de 2017 partió como el candidato más innovador de la izquierda gala por propuestas como la de la renta básica universal. Plantea repensar la sociedad y su relación con el trabajo ofreciendo un ingreso básico a todos los ciudadanos franceses. Apoya la legalización del cannabis y la eutanasia y aboga por aumentar la inversión en energías renovables (el 50% de la energía francesa debería ser renovable en 2025) y quiere proteger los "bienes comunes" (agua, aire, biodiversidad) en la Constitución. Hamon también se ha mostrado crítico con el "mito neoliberal del crecimiento económico infinito que destruye el planeta", argumentando que se convirtió en una "casi-religión" entre los políticos. En encuestas de enero de 2017 ante las primarias del PS se publicó que tenía el apoyo del 33% en competición con el segundo candidato mejor colocado, Arnaud Montebourg con posibilidades de batir a Valls incluso en la primera ronda. El 22 de enero de 2017 en la primera ronda de las primarias socialistas quedó en primer lugar por delante de Manuel Valls con quien disputó la segunda vuelta. El 29 de enero logró la victoria convirtiéndose en el candidato socialista para las Elecciones Presidenciales de Francia de 2017. Unos dos millones de personas participaron en total en la segunda vuelta de las primarias, frente a los más de 1,6 millones que lo hicieron en la primera y los 4 millones que lo habían hecho en diciembre de 2016 en las primarias de la derecha. 

### Derrota electoral
Hamon fue el candidato con menos apoyo el primera vuelta de las elecciones presidenciales celebradas el 23 de abril. Logró el 6,36 % de los votos frente al 19,58 % de Mélenchon, el 20,01 % de Fillon, el 21,3 % de Le Pen y el 24,1 % de Macron. Hamon obtuvo el peor resultado en la historia de los socialistas franceses desde 1969.
En las elecciones legislativas francesas celebradas en junio de 2017 el PSF pasó de 314 a 33 diputados en la Asamblea Nacional provocando la dimisión del Primer Secretario del Partido Socialista de Francia Jean-Christophe Cambadélis.

## Génération.s
El 1 de julio de 2017 Hamon anunció que dejaba el Partido Socialista para crear un movimiento de izquierdas denominado Movimiento Primero de Julio (M1717). “He decidido dejar el Partido Socialista. Pero no renuncio al ideal socialista. Dejó un partido, pero no a los socialistas ni al socialismo. Seré más útil fuera de él”. Finalmente en diciembre se anunció el nombre del nuevo partido: Génération.s.

### Elecciones europeas de 2019 en Francia
En diciembre de 2018 anunció su candidatura a las elecciones europeas de 2019 a la cabeza de una lista de «alianza ciudadana» que apenas alcanza el 3,27 % de votos sin lograr escaño. Hamon anuncia entonces su retirada de la vida política. 

## Retirada de la política
En septiembre de 2021 Hamon anuncia que se incorpora a la ONG Singa dedicada a la acogida de personas refugiadas e inmigrantes como director ejecutivo.

## Vida personal
Su pareja es una alta ejecutiva de origen danés, Gabrielle Guallar, con la que ha tenido dos hijos.  Hamon admira al legendario boxeador Mohamed Ali, cuyo lema "lo imposible es temporal" hace suyo y aprecia la música jazz de artistas como Ella Fitzgerald o Miles Davis.